# Andersonville (Géorgie)
Pour les articles homonymes, voir Andersonville.
Andersonville est une localité du comté de Sumter, Géorgie aux  États-Unis. Sa population était de 331 habitants lors du recensement de 2000. Elle est située dans le sud de l'État à environ 100 km au sud-ouest de Macon sur la ligne de chemin de fer de la Central of Georgia. Lors de la Guerre de Sécession, c'est sur son territoire que se trouvait la prison militaire à ciel ouvert de camp Sumter, un camp de prisonniers de guerre de triste mémoire qui est aujourd'hui devenu l'Andersonville National Historic Site.

## Démographie
| 1880 | 1900 | 1910 | 1920 | 1930 | 1940 |
| ---- | ---- | ---- | ---- | ---- | ---- |
| 308  | 245  | 174  | 196  | 231  | 211  |

| 1950 | 1960 | 1970 | 1980 | 1990 | 2000 |
| ---- | ---- | ---- | ---- | ---- | ---- |
| 281  | 263  | 274  | 267  | 277  | 331  |

| 2010 | - | - | - | - | - |
| ---- | - | - | - | - | - |
| 255  | - | - | - | - | - |

## Sources
- « Andersonville city, Georgia »,  Bureau du recensement des États-Unis